# Holotelson tuberculatus
Holotelson tuberculatus là một loài chân đều trong họ Sphaeromatidae. Loài này được Richardson miêu tả khoa học năm 1909.